# Grand Prix Florentz
Le Grand prix d'orgue Jean-Louis Florentz est un concours organisé pour récompenser un jeune organiste.
Ce Grand Prix est décerné chaque année.

## Caractéristiques
L'Académie des beaux-arts souhaitant répondre à sa mission d'encouragement statutaire et d'aide aux jeunes artistes a décidé sous l'impulsion de son Secrétaire Perpétuel, Arnaud d'Hauterives, et d'un de ses membres organistes et compositeur, Jean-Louis Florentz, de décerner un Grand Prix d'orgue. Dès sa création en 2002, l'organisation de ce concours a été confiée à l'Association pour la Connaissance, la Sauvegarde et la Promotion des Orgues de Maine-et-Loire (CSPO), en partenariat avec la ville de Beaufort-en-Vallée pour la demi-finale et la Ville d'Angers pour la finale.
Il remplace le Concours national inter-conservatoires créé en 1993 par la CSPO.
Ce Grand Prix porte depuis 2005 le nom de Jean-Louis Florentz, membre de l’Académie des Beaux-Arts décédé en juillet 2004, qui a été l’artisan du rapprochement entre l’ACSPO et l’Académie des Beaux-Arts.
En 2014, pour rendre hommage à Jean-Louis Florentz à l’occasion du 10ème anniversaire de sa mort, le Grand Prix s’ouvre à l’international et les jeunes organistes issus de plus de 400 conservatoires français et étrangers sont appelés à concourir. Parallèlement, la Ville d’Angers ayant remarqué que ce Prix ne récompensait qu’un seul candidat, souhaite qu’un second prix soit créé tant la valeur des jeunes qui concourent est indéniable. Lors de la finale du 18 mai 2014, un Prix de la Ville d’Angers d’un montant de 1.000 € offert par la Ville d’Angers récompense le second lauréat parmi les 4 finalistes. De même la CSPO offre au « Lauréat Coup de Cœur du Public » une récompense de 500 €, ce Prix faisant l’objet d’un vote du public et rendant encore plus attractif aux yeux des auditeurs cette manifestation.
En 2018, l’Académie des Beaux-Arts, dans sa volonté de reconnaissance du talent des jeunes organistes, a décidé d’offrir 500 € à chacun des candidats sélectionnés à la demi-finale.
Depuis 2004, le prix est doté d'une récompense de 4.500 €. En 2023, Laurent Petitgirard, Secrétaire perpétuel de l’Académie des beaux-arts, décide de porter à 6.500 € le montant du Grand Prix d’orgue Jean-Louis Florentz et de créer le Prix d’interprétation de la création contemporaine doté d’une récompense de 1.500 €.
En 2021, après une édition annulée, le Printemps des orgues est relancé.

## Palmarès
| Année | Premier lauréat (Grand Prix)             | Second lauréat (prix de la ville d'Angers) | Prix spécial                                                        |
| ----- | ---------------------------------------- | ------------------------------------------ | ------------------------------------------------------------------- |
| 1993  |                                          |                                            |                                                                     |
| 1994  |                                          |                                            |                                                                     |
| 1995  | Marc CHIRON                              |                                            |                                                                     |
| 1996  |                                          |                                            |                                                                     |
| 1997  |                                          |                                            |                                                                     |
| 1998  |                                          |                                            |                                                                     |
| 1999  |                                          |                                            |                                                                     |
| 2000  |                                          |                                            |                                                                     |
| 2001  |                                          |                                            |                                                                     |
| 2002  | Brice Montagnoux (France)                |                                            |                                                                     |
| 2003  | Thomas Monnet (France)                   |                                            |                                                                     |
| 2004  | Lidia Książkiewicz (Pologne)             |                                            |                                                                     |
| 2005  | Régis Prud'homme (France)                |                                            |                                                                     |
| 2006  | Olivier Chardonnet (France)              |                                            |                                                                     |
| 2007  | Saki AoKi (Japon)                        |                                            |                                                                     |
| 2008  | Gabriel Bestion de Camboulas (France)    |                                            |                                                                     |
| 2009  | Louis-Noël Bestion de Camboulas (France) |                                            |                                                                     |
| 2010  | Maiko Kato (Japon)                       |                                            |                                                                     |
| 2011  | Virgile Monin (France)                   |                                            |                                                                     |
| 2012  | David Cassan (France)                    |                                            |                                                                     |
| 2013  | Benjamin Pras (France)                   |                                            |                                                                     |
| 2014  | Thomas Ospital (France)                  |                                            | Thomas Ospital (prix Pierre Pincemaille)                            |
| 2015  | Karol Mossakowski (Pologne)              |                                            |                                                                     |
| 2016  | Thomas Kientz (France)                   |                                            |                                                                     |
| 2017  | Loriane Llorca (France)                  |                                            | Lucile Dollat (meilleure interprétation de l’œuvre en création)     |
| 2018  | Emmanuel Culcasi (France)                |                                            |                                                                     |
| 2019  | Pierre Offret (France),                  | Yanis DUBOIS (Prix de la ville d’Angers)   | Pierre Offret (prix Pierre Pincemaille)                             |
| 2020  | Pas de concours en 2020                  | Pas de concours en 2020                    | Pas de concours en 2020                                             |
| 2021  | Quentin du Verdier (France)              |                                            |                                                                     |
| 2022  | Luca Akaeda-Santesson (Suède)            | Alexis Grizard (France)                    |                                                                     |
| 2023  | Alexis Grizard (France)                  |                                            | Alexis Grizard (Prix d’interprétation de la création contemporaine) |

## Membres du jury
| Année | Président du jury      | Autres membres du jury |
| ----- | ---------------------- | --- |
| 2004  | Thierry Escaich        | |
| 2007  | Pierre PINCEMAILLE     | |
| 2012  | Pierre Pincemaille     | |
| 2014  | François-Henri Houbart | |
| 2016  | Olivier Périn          | |
| 2019  | François-Henri Houbart | |
| 2023  | Thomas Ospital         | - THIERRY ESCAICH - CHRISTOPHE MILLET - JEAN-BAPTISTE URBAIN - PASCAL MARSAULT - MONICA MELCOVA - PASCALE ROUET - YOANN TARDIVEL - JEAN-FRANÇOIS VAUCHER |